# محمد خيضر

محمد خيضر

محمد خيضر (13 مارس 1912 في العاصمة - 4 يناير 1967 في مدريد)، أحد قادة الثورة الجزائرية وسياسي جزائري.

## حياته
ينحدر محمد خيضر من عائلة متواضعة أصيلة مدينة بسكرة، زاول دراسته بمسقط رأسه قبل أن يضطر إلى مغادرة المدرسة لإعالة أهله الفقراء. اشتغل قابضا في حافلات النقل الحضري التي كانت تربط بسكرة بباتنة وغيرها من المدن.
انخرط عام 1934 في صفوف حزب نجم شمال إفريقيا ثم في 1936 في حزب الشعب الجزائري، حيث انتخب نائبا عن الجزائر العاصمة عام 1946. اتهمته السلطات الاستعمارية بالتورط في حادثة السطو على بريد وهران عام 1950، إذ استعملت سيارته لنقل النقود من وهران إلى الجزائر العاصمة.
لجأ إلى القاهرة عام 1951، بعد أن ثار ضد قرار الحزب الذي طلب منه تسليم نفسه للسلطات الاستعمارية وأصبح مندوبا لحركة انتصار الحريات الديمقراطية في القاهرة وعضوا في جبهة تحرير المغرب العربي التي كان يرأسها عبد الكريم الخطابي. ومن موقعه هذا، حاول التقريب بين المصاليين والمركزيين دون جدوى. بعد اندلاع الثورة ساهم في تزويد جيش التحرير الوطني بالأسلحة وفي ضمان الدعم العربي للثورة. اعتقل مع أحمد بن بلة ورفاقه يوم 22 أكتوبر 1956 بعد اختطاف الطائرة التي كانت تقلهم من المغرب إلى تونس، ولم يطلق سراحه إلا في 19 مارس 1962.
عُيّن عضوا في المجلس الوطني للثورة الجزائرية، وشرفيا في لجنة التنسيق والتنفيذ في عام 1957. كما أدرج اسمه كوزير دولة في الحكومة المؤقتة للجمهورية الجزائرية 1958-1962. بعد توقيف القتال، أطلق سراحه في 19 مارس 1962 برفقة أحمد بن بلة. اغتيل في مدريد بإسبانيا في الرابع من يناير 1967.